# Сінькаси (Шумерлинський район)
Сінька́си (рос. Синькасы, чув. Çĕнкас) — присілок у складі Шумерлинського району Чувашії, Росія. Входить до складу Торханського сільського поселення.
Населення — 117 осіб (2010; 153 у 2002).
Національний склад:
- чуваші — 99 %